# Magonie (folklore)
Pour les articles homonymes, voir Magonie.

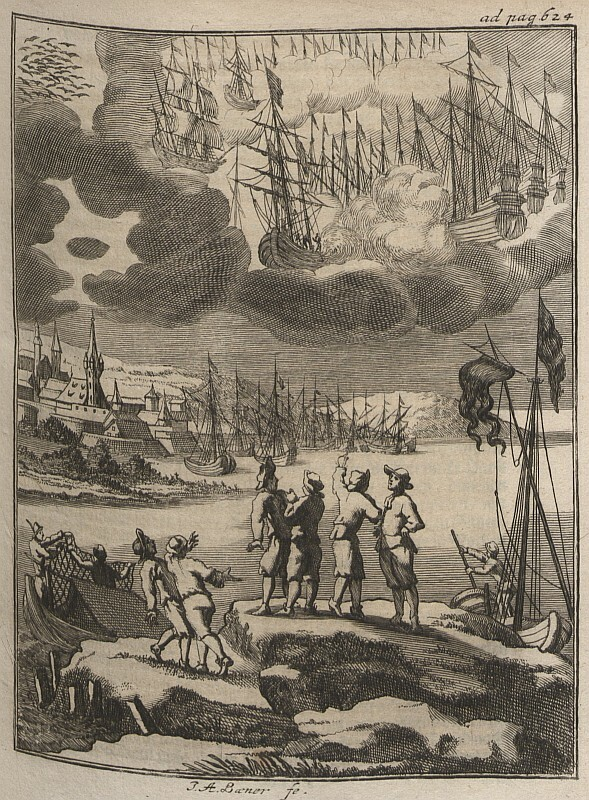
Gravure de 1680 accompagnée d'une description par Erasmo Francisci d'une bataille entre navires dans le ciel.

La Magonie est un royaume céleste imaginaire, mentionné dans Contra insulsam vulgi opinionem de grandine et tonitruis, un traité qui avait pour but de combattre les superstitions dans le domaine météorologique. Ce traité a été écrit en 815 par l'évêque Agobard de Lyon. La Magonia est, à l'époque carolingienne et selon la croyance d'habitants du Lyonnais, la regio — lieu ou simple direction — depuis laquelle les équipages de navires de transport aérien de marchandises, voyageant sur une mer de nuages, viennent s'approvisionner en récoltes « (en)volées » ; celles-ci correspondent à des pertes agricoles causées par des calamités — grêle et tempêtes — dont la survenance est imputée aux tempestarii (« tempestaires ») ; ceux-ci ont pour commanditaires les marins aériens qui les rémunèrent en leur payant le prix celles des récoltes qu'ils embarquent avant de s'en retourner, avec leur cargaison, en Magonia ou direction de celle-ci.
La croyance dans l'aptitude d'êtres humains à déplacer des moissons par des incantations est ancienne. En effet, Pline l'Ancien, dans son Histoire naturelle, témoigne de ce que les XII Tables évoquaient celui qui déplace dans son champ les moissons d'autrui par le chant de formules magiques,. Sénèque, dans ses Questions naturelles, confirme le témoignage de Pline et le relie à la croyance que les tempêtes peuvent être attrirées ou chassées par de telles incantations,.
Les tempestaires utilisaient la magie météorologique pour créer des tempêtes avec lesquelles ils volaient les récoltes des champs. Des hemaones, maones et mauones (‹ mavones ›) sont attestés dans la Vita prima de Riquier, dans le Scarapsus de Pirmin ainsi que dans l'Instructio rusticorum, un sermon anonyme.

## Évocation
Agobard est évêque de Lyon de 816 à 834, puis de 838 à sa mort en 840. Il évoque la Magonie dans son De grandine et tonitruis qui, tel qu'il nous est parvenu, consiste en un court traité,. Son authenticité n'a jamais été contestée. Agobard l'aurait élaboré en au moins deux étapes, sur la base d'un sermon qu'il aurait retravaillé et enrichi des références bibliques. Sa composition est datée de 815-817, et ainsi, du début de l'épiscopat d'Agobard, voire de la fin de la période antérieure où il exerçait la fonction de chorévêque auprès de son prédécesseur Leidrade. Pour Jean Jolivet (1925-2018), il s'agit d'une « réfutation à intention pastorale », et il « relève (…) du genre du discours (…) rhétorique »,.
Le De grandine est une des vingt-six œuvres conservées d'Agodard,,. Il nous est parvenu à travers un seul manuscrit trouvé à Lyon. Il s'agit du manuscrit conservé au département des Manuscrits de la Bibliothèque nationale de France sous la cote BNF lat. 2853. Ce manuscrit a été écrit à Lyon et est daté, pour partie, du IXe siècle et, pour partie, du Xe siècle. À une date inconnue, il passe à l'abbaye de Cluny dans la bibliothèque de laquelle il est signalé au XIIe siècle. À une date inconnue, il s'en revient à Lyon. Au début du XVIIe siècle, vers 1605, un érudit, Jean Papire Masson (1544-1611), l'y découvre chez un relieur qui s'apprête à le dépecer pour en faire des couvertures de livres. En l'achetant au relieur, Masson le sauve de la destruction. En 1618, Jean-Baptiste Masson, frère du précédent, en fait don à la bibliothèque du roi.
Considéré comme « le premier (texte) dans l'histoire à parler de vaisseaux volants occupés par des êtres vivants », l'extrait du De grandine et tonitruis dans lequel Agobard évoque la Magonie est le suivant :
« Plerosque autem vidimus et audivimus tanta dementia obrutos, tanta stultitia alienatos, ut credant et dicant quandam esse regionem, quæ dicatur Magonia, ex qua naves veniant in nubibus, in quibus fruges, quæ grandinibus decidunt, et tempestatibus pereunt, vehantur in eamdem regionem, ipsis videlicet nautis aëreis dantibus pretia tempestariis, et accipientibus frumenta vel ceteras fruges. Ex his item tam profunda stultitia excoecatis, ut haec posse fieri credant, vidimus plures in quodam conventu hominum exhibere vinctos quatuor homines, tres viros, et unam feminam, quasi qui de ipsis navibus ceciderint ; quos scilicet per aliquot dies in vinculis detentos, tandem collecto conventu hominum exhibuerunt, ut dixi, in nostra præsentia, tanquam lapidandos. Sed tamen vincente veritate, post multam ratiocinationem, ipsi qui eos exhibuerant, secundum propheticum illud confusi sunt, « sicut confunditur fur quando deprehenditur ». »
—  Agobard de Lyon
 ,  De grandine et tonitruis,.
 

« Et nous en avons vu et entendu beaucoup, ensevelis dans une telle démence, aliénés dans une telle sottise, qu'ils disent et croient qu'il existe une contrée, qu'on appelle Magonie ; que des navires viennent de là sur les nuages ; et que dans ces navires, les récoltes fauchées par la grêle et détruites par les tempêtes sont emportées dans cette contrée ; que ces marins aériens eux-mêmes en versent le prix aux tempestaires, ainsi que ceux qui reçoivent les blés et autres récoltes. En outre, parmi ceux qui sont aveuglés d’une si profonde sottise qu'ils croient que cela se peut faire, nous en avons vu plusieurs exhiber dans une assemblée quatre personnes prisonnières, trois hommes et une femme, comme des personnes qui seraient tombées de ces navires mêmes. Après les avoir gardés dans les chaînes un certain nombre de jours, ils ont fini par les exhiber dans une assemblée, comme j'ai dit, en notre présence, dans l'intention de les lapider. Cependant comme la vérité triompha après de grands raisonnements, ceux-là mêmes qui les avaient exhibés furent, comme dit ce passage prophétique, « confondus comme un voleur est confondu quand il est attrapé ». »
— Pierre Chambert-Protat, La grêle et le tonnerre.
Il est important de noter qu'Agobard qualifie la Magonie de région (regio),. Il n'indique pas que les tempestarii (« tempestaires ») viendraient de Magonie.
Pour Jean-Pierre Devroey, Agobard a construit sa narration comme une « légende rurale » et l'a « centrée sur le sort des récoltes » : après avoir été détruites par la grêle et les intempéries, celles-ci sont emportées vers une région mystérieuse au moyen d'un bateau naviguant sur les nuages, après avoir été cédées contre de l'argent par des tempestaires qui les avaient accaparées par des maléfices.

## Étymologie
Le toponyme Magonia (« Magonie ») est un hapax,, dont l'étymologie est discutée.

### Interprétation dominante
D'ordinaire, il est présenté comme une déformation de magii (« mages »). Dès 1837, Jacob Grimm (1785-1863) relie Magonia à magus de sorte que la Magonie serait un Zauberland (« pays magique »),. En 1869, Pierre Chevallard (1820-1908) reprend l'interprétation de Grimm et définit la Magonie comme le « pays de Magiciens »,. La même interprétation se retrouve, aux XXe et XXIe siècles, chez de nombreux auteurs, par exemple : en 1992, chez Jean-Claude Schmitt, ; en 2008, chez Marina Montesano, ; et en 2018, chez Paola Caruso, et Juan Antonio Jiménez Sánchez.

### Interprétations alternatives
En 1856, Felix Liebrecht (1812-1890) relie Magonia au vieux haut allemand maganwetar (« nuage de tempête »).
En 1995, Jean-Louis Brodu a émis l'hypothèse que la Magonie doit s'entendre davantage comme une direction que comme une localisation.
En 2003, Michele C. Ferrari (de) a recensé d'autres toponymes auxquels Magonia pourrait être relié, :
- la terre de Magog, évoquée par le Livre d'Ézéchiel[35] ;
- le toponyme Maiuma(s) (‹ Majuma(s) ›, « Maïouma(s) »)[36], attesté dans le sens de « port de »[36] et désignant le port d'Ascalon[37], de Tyr[37], d'Alexandrie[37] et surtout de Gaza[36],[37] ;
- le toponyme Mago[25],[38] (« Magon »)[25] ou Portus Magonis (« port de Magon »), l'actuelle Port Mahon, dans l'île de Minorque[25], et dont le nom évoque le séjour (206-205 av. J.-C.) de Magon Barca[39] ;

En 2021, Jiménez Sánchez relie Magonia à Hæmonia (« Hémonie »), un ancien nom de la Thessalie,, dont le héros éponyme est Hémon, fils de Pélasge et père de Thessale.
En 2004, Henri Platelle (1921-2021) définit la Magonie comme « un pays mystérieux, peuplé sans doute de mages, à moins que ce ne soit de mahométans »,. Il s'appuie sur une hypothèse de Du Cange (1610-1688) citée dans le Dictionnaire universel d'Antoine Furetière (1619-1688), le Dictionnaire de Trévoux et le Dictionnaire de la langue française d'Émile Littré (1801-1881), reprise en 1975 par Jean-Pierre Tusseau,.
En 2004, Paul E. Dutton propose de relier Magonia à magono, variante de mango dont le sens premier est « marchand d'esclaves » mais qui acquis le sens de « celui qui pare (maquille) sa marchandise, maquignon »,.
Selon Pierre Chambert-Protat, Magonia est dérivé de Mani (« Manès »), fondateur du manichéisme. Chambert-Protat s'appuie sur une note marginale du diacre Florus de Lyon qu'il a découverte dans un manuscrit du Contra Faustum Manichaeum (« Contre Fauste le manichéen ») d'Augustin d'Hippone conservé à la Bibliothèque municipale de Lyon. Michel Rubellin relie Magonia à Makhon (‹ Machon ›), le sixième des « sept cieux » de la tradition cosmologique juive,.

## Postérité
L'évocation la plus connue de la Magonie est celle d'Henri de Montfaucon, abbé de Villars, dans Le Comte de Gabalis paru en 1670,. C'est celle-ci qui a inspiré et inspire toujours de nombreux ufologues, qui voient dans le récit l'ancienne observation d'un vaisseau spatial piloté par des extraterrestres. La tradition ufologique remonte au livre sur les soucoupes volantes de Desmond Leslie (en) (1921-2021) et George Adamski (1891-1855) paru en 1953.
À Lyon, depuis mai 2022, Magonia est un lieu culturel, galerie d'exposition d'art urbain, situé dans le 9e arrondissement, au 14, rue Gorge de Loup,,.
La Magonie a donné son nom à Magonia, un film néerlandais réalisé par Ineke Smits et sorti en 2001,.
Passport to Magonia et l'interlude Lost in Magonia, deux des titres de l'album Sleez Religion de SosMula, sorti en 2024, font référence à la Magonie.